# The Greatest Game Ever Played
The Greatest Game Ever Played is een Amerikaanse dramafilm uit 2005, geregisseerd door Bill Paxton en geproduceerd door David Blocker, Larry Brezner en Mark Frost. De hoofdrollen worden vertolkt door Shia LaBeouf, Stephen Dillane en Josh Flitter.

## Verhaal
De jonge Francis Ouimet ziet zijn dromen wegvaren wanneer hij door een belofte aan zijn vader geen golf meer mag spelen. Als de organisatie van de U.S een amateur zoekt, pakt hij de kans. Zijn dromen komen uit, maar de relatie met zijn vader gaat steeds achteruit.

## Rolbezetting
| Acteur              | Personage        |
| ------------------- | ---------------- |
| Shia LaBeouf        | Francis Ouimet   |
| Stephen Dillane     | Harry Vardon     |
| Josh Flitter        | Eddie Lowery     |
| Peter Firth         | Lord Northcliffe |
| Peyton List         | Sarah Wallis     |
| Elias Koteas        | Arthur Ouimet    |
| Len Cariou          | Stedman Comstock |
| Stephen Marcus      | Ted Ray          |
| Max Kasch           | Freddie Wallis   |
| Mike 'Nug' Nahrgang | Bariton          |